# 茹皓
茹 皓（じょ こう、生年不詳 - 504年）は、北魏の宣武帝の寵臣。字は禽奇。本貫は呉郡。

## 経歴
父の茹譲之は、もとの名を要といい、南朝宋の巴陵王劉休若の部将となり、彭城に入った。飢饉で治安が悪化したため、淮陽郡の上党に移住した。ときに茹皓は十五六歳で、県の金曹吏となった。北魏の南徐州刺史の沈陵に見出されて、かれに従って洛陽に入り、無官のまま孝文帝の側近に仕えた。
宣武帝が即位すると、茹皓は禁中に宿直して、寵遇されるようになった。宣武帝が山陵に参拝するときには、茹皓を車に同乗させて、黄門侍郎の元匡の諫めも聞き入れなかった。宣武帝が親政を開始すると、茹皓は日増しに賞賜を受けた。孝文帝のときの馬圏での功労を取りあげられて、員外将軍に任じられた。ときに趙脩がやはり宣武帝に寵遇されていたが、茹皓を妬んで、外任の太守として出向させようとした。茹皓も朝廷の内官としてあることに危険を感じて受け入れ、濮陽郡太守に任じられ、厲威将軍の号を加えられた。父の茹譲之も兗州陽平郡太守に任じられており、父子の任地の郡境は接していたが、連絡しようとはしなかった。趙脩らが失脚して、掣肘するものがいなくなったが、太守として目立った振る舞いをしなかった。502年（景明3年）、宣武帝が鄴で閲兵すると、茹皓は朝廷の内官への復帰を請願して、太守の任を解かれ、左中郎将に任じられ、直閤を兼ねた。再び以前のように宣武帝に寵遇されるようになった。茹皓は雁門郡の出身と自称しており、雁門出身者で茹皓にへつらう者たちもまた茹皓を肆州大中正とするよう司徒に推薦して、特別に許可された。茹皓は驃騎将軍となり、華林諸作を兼ねて、華林園の造作に才能をみせた。天淵池の西に人工の山を作り、邙山や南山の佳石を採掘して運んだ。汝潁の竹を移し、絹織をその間に蒔いた。楼館を構えて、上下に並べた。草を植えて木を剪定し、すこぶる野趣のある出来となった。宣武帝は心から喜んで、華林園に行幸した。茹皓は冠軍将軍となった。
茹皓の地位は重くなり、政治にも関与するようになった。北海王元詳以下の諸官もかれを憚り、追従する者も多く出た。茹皓の弟は20歳ばかりで員外郎に抜擢された。茹皓は尚書僕射の高肇の従妹を妻に迎え、茹皓の弟も安豊王元延明の妹をめとった。茹皓はひそかに産業を経営し、裏では賄賂も受け取って、巨万の資産を築いた。宮殿の西側の自宅は、壮麗なことで王朝の貴顕の人々の邸にも及ぶものがなかった。ときに宣武帝が国政を総覧していたが、茹皓は邸に帰ることなく常に宮廷内にいて、門下の上奏を伝える立場にいた。ほどなく光禄少卿となったが、茹皓はさらなる昇進を望んでいた。
504年（正始元年）、高肇は北海王元詳と茹皓らの派閥を憎んで、茹皓らが陰謀を企てていると告発した。茹皓は劉冑・常季賢・陳掃静らとともに収賄と私乱諸事の罪を問われて逮捕され、南台に送られた。翌日、邸に送り返されて毒殺された。
子の茹懐朗は南青州刺史に上ったが、東魏の興和初年に罪のため死を賜り、子孫も辺境に移された。

## 伝記資料
- 『魏書』巻93 列伝第81
- 『北史』巻92 列伝第80